# Arvor Hansen
Arvor Hansen (Copenhaguen, 5 de novembre de 1886 – Frederiksberg, 19 de juny de 1962) va ser un gimnasta artístic danès que va competir a començaments del segle xx.
El 1908 va prendre part en els Jocs Olímpics de Londres, on fou quart en la el concurs complet per equips del programa de gimàstica.
Quatre anys més tard, als Jocs Olímpics d'Estocolm, va guanyar la medalla de bronze en el Concurs per equips, sistema lliure del programa de gimnàstica. En aquests mateixos Jocs fou vint-i-sisè en el concurs complet individual.